# 노랑배솔새
노랑배솔새(Phylloscopus ricketti)는 솔새과 솔새속에 속하는 몸길이 10~11cm인 소형 조류이다. 중국, 라오스, 타이, 베트남 등지의 아열대나 열대 지역의 습한 저지대 숲에 산다. 대한한국에서는 2015년 4월 전라남도 신안군 흑산도에서 미기록종 철새로 처음 발견됐다.